# Буян (торговое место)
Буян — открытое, ровное, возвышенное место; торговая площадь.
По определению ЭСБЕ, это название служит также для обозначения речной пристани, места выгрузки товаров, в особенности: кож, масла, сала, льна, пеньки и т. п. В Петербурге буянами называли особые места, где были построены городские амбары для складирования оптовых бракуемых товаров.

Вход на территорию порта и на буяны был довольно свободный, а потому в местах разгрузки судов собирались и посторонние, бродяжки, мальчишки, которые норовили что-нибудь стащить.— Д. А. Засосов, В. И. Пызин, «Из жизни Петербурга 1890-1910-х годов»